# Tanystylum evelinae
Tanystylum evelinae is een zeespin uit de familie Ammotheidae. De soort behoort tot het geslacht Tanystylum. Tanystylum evelinae werd in 1940 voor het eerst wetenschappelijk beschreven door Marcus. 